# Zhenyuan (1885)
El Zhenyuan (en chino, 鎮遠; Wade-Giles: Chen Yuen) fue un buque torreta chino de la Flota de Beiyang, construido en Alemania a fines del siglo XIX. Su gemelo era el Dingyuan. Con su blindaje de 356 mm de espesor y sus modernos cañones Krupp, en aquella época eran superiores a cualquier buque de la Armada Imperial Japonesa.[cita requerida]

## Trasfondo
El Zhenyuan tenía un desplazamiento de 7.793 t completamente cargado y una velocidad de 15,4 nudos. Tenía una autonomía de 4.500 millas náuticas a 10 nudos. Su armamento principal eran cuatro cañones Krupp de 300 mm y 25 calibres, montados en pares en dos torretas a ambos lados, mientras que su armamento secundario eran dos cañones Krupp de 150 mm y 35 calibres, montados cada uno en su respectiva torreta a proa y a popa. A estos se les añadían seis cañones de 37 mm y tres tubos lanzatorpedos montados sobre la línea de flotación. Su tripulación era de 363 oficiales y marineros.
Este buque fue construido en el astillero Stettiner Vulcan AG de Stettin, Alemania (hoy Szczecin, Polonia). Su quilla fue puesta en grada en marzo de 1882, fue botado el 28 de noviembre de 1882 y empezó sus pruebas de mar en marzo de 1884.       

## Historial de servicio

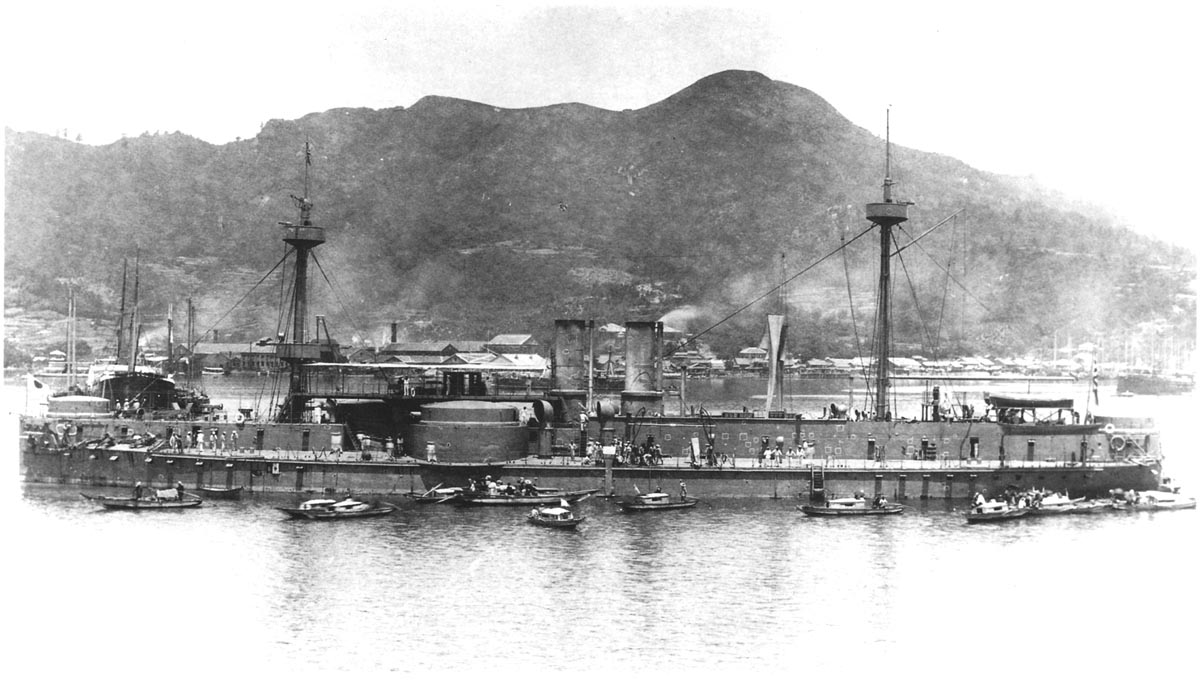
El Zhenyuan capturado en Weihaiwei.

### China
El Zhenyuan tenía su base en Lüshunkou, la principal base de la Flota de Beiyang. En 1886, participó en una exhibición de fuerza que visitó los puertos de Hong Kong, Nagasaki, Busan y Wonsan, así como la base naval rusa de Vladivostok, junto al Dingyuan y cuatro cruceros. Mientras se hallaba en Nagasaki, el 13 de agosto de 1886 un grupo de marineros ebrios del Zhenyuan participaron en una pelea en un burdel, durante la cual un oficial de Policía japonés murió apuñalado. Atribuyendo el problema a la relajada disciplina, el Almirante Ding Ruchang suspendió los permisos de desembarco por un día, pero permitió que 450 marineros desembarquen el 15 de agosto. Incumpliendo el acuerdo con las autoridades locales, muchos de ellos iban armados. Anticipándose a los problemas debidos a la creciente sinofobia entre la población, la Policía japonesa desplegó más agentes, pero no pudieron evitar el estallido de un disturbio entre los marineros del Zhenyuan y los habitantes armados con piedras. En el transcurso del Incidente de Nagasaki, murieron seis marineros y cuarenta y cinco resultaron heridos; también murieron cinco policías japoneses y dieciséis resultaron heridos. Al ocuparse del incidente diplomático, el asesor naval William M. Lang mantuvo una línea dura ante las autoridades japonesas, rehusando ofrecer cualquier tipo de disculpa o reparación, además de recordarles el poder de fuego de su flota y amenazar con una guerra. Sin embargo, el incidente se resolvió a través de canales diplomáticos.
Durante la primera guerra sino-japonesa, el Zhenyuan estaba al mando de Philo McGiffin y participó en la Batalla del río Yalu el 17 de septiembre de 1894, donde fue severamente dañado. Reparado en los astilleros de Lüshunkou, se le ordenó zarpar a Weihaiwei en la Provincia de Shandong poco antes de la Batalla de Lüshunkou, ya que el Virrey Li Hongzhang no podía permitirse perder más buques ante la Armada Imperial Japonesa. Sin embargo, al entrar al puerto de Weihaiwei, el Zhenyuan chocó con una roca y tuvo que ser encallado, porque los únicos astilleros estaban en Lüshunkou. Ling Taizeng, su capitán, se suicidó con una sobredosis de opio debido al incidente. Capturado por los japoneses después de la Batalla de Weihaiwei el 17 de febrero de 1895, el Zhenyuan fue llevado a Japón como un trofeo de guerra.           

### Japón
Reconstruido entre 1896-1897 y comisionado con el nombre Chin'en (transliteración japonesa del nombre chino del barco), el Zhenyuan fue el único acorazado de la Armada Imperial Japonesa hasta que el Fuji fue comisionado. En 1900 sirvió como escolta de los buques japoneses de transporte de tropas durante el Levantamiento de los bóxers.
En 1901 fue renovado al reemplazarle sus viejos cañones Krupp de 150 mm con cuatro cañones de disparo rápido Armstrong del mismo calibre. Se mantuvo el cañón de la torreta de proa; sin embargo, se le retiró la torreta de popa y el cañón de popa fue montado detrás de un escudo. Los demás cañones de 150 mm fueron conservados en la gran torreta detrás del puente. También se le instaló dos cañones de 57 mm, ocho de 47 mm y dos cañones de disparo rápido de 37 mm, al igual que las mejoras a sus calderas incrementaron su velocidad máxima en 10,5 nudos. A pesar de esto, el 27 de mayo de 1903 estalló uno de sus cañones principales durante un ejercicio de tiro y murieron sus 12 artilleros.
Considerado obsoleto al inicio de la guerra ruso-japonesa en 1904, el Chin'en fue reclasificado como acorazado de segunda clase y sirvió como escolta, además de participar en el bloqueo de Port Arthur. El 10 de agosto de 1904 fue dañado por dos impactos de la flota rusa. Durante la Batalla de Tsushima, fue relegado a la 5ª Flota y tuvo éxito atacando los buques rusos de transporte de tropas.

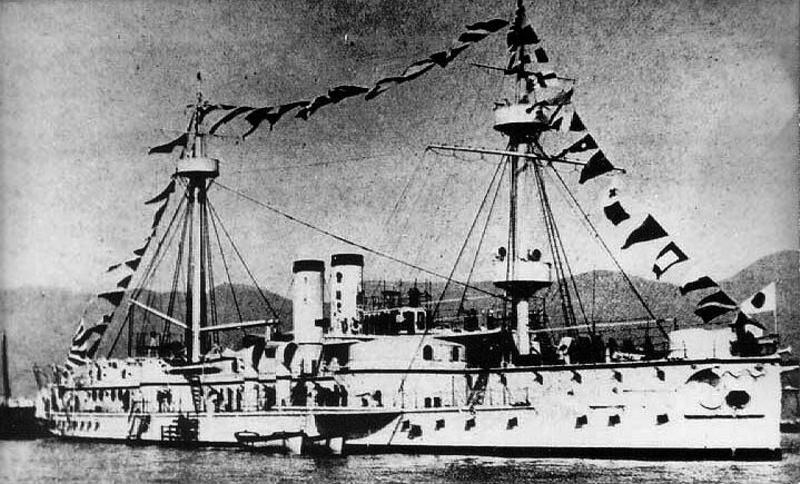
El Chin'en en un desfile naval.

El 12 de diciembre de 1905, el Chin'en fue reclasificado como buque de defensa costera de primera clase, pero en mayo de 1908 fue relegado a buque de entrenamiento. Fue borrado del Registro Naval el 1 de abril de 1911 y pasó a ser un blanco flotante. Ese mismo año fue dañado por una andanada del crucero acorazado Kurama y quedó inoperativo. Fue vendido como chatarra el 6 de abril de 1912 y desmantelado en Yokohama en 1914.